# Rosenbergia drouini
Rosenbergia drouini är en skalbaggsart som beskrevs av Rigout 1992. Rosenbergia drouini ingår i släktet Rosenbergia och familjen långhorningar. Inga underarter finns listade i Catalogue of Life.